# Mieczysław Waśkowski

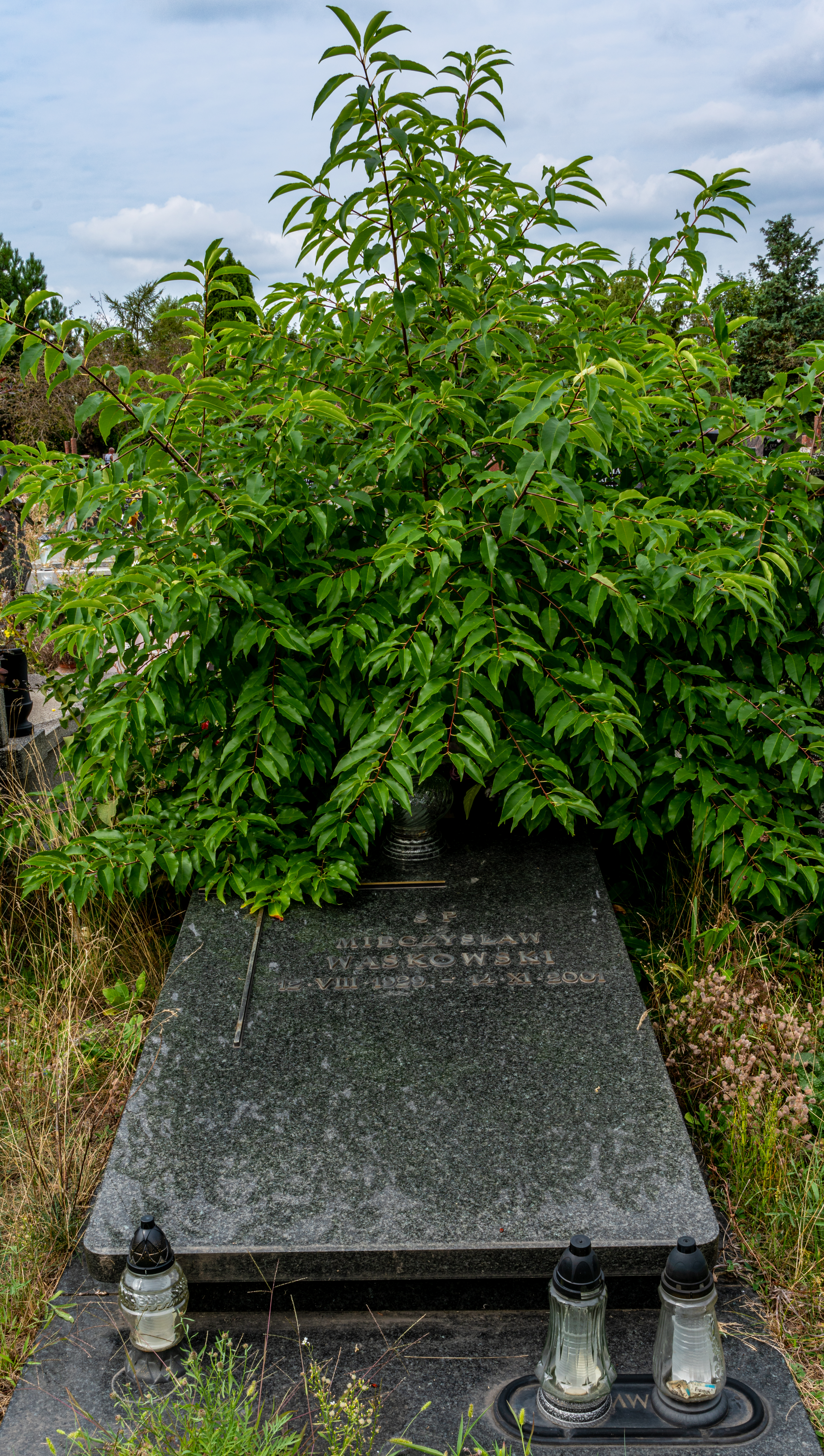
Grób Mieczysława Waśkowskiego na cmentarzu Komunalnym Północnym w Warszawie

Mieczysław Waśkowski (ur. 13 sierpnia 1929 w Kiedrzynie, zm. 14 listopada 2001 w Warszawie) – polski aktor i reżyser filmowy.

## Życiorys
W 1950 otrzymał świadectwo dojrzałości w IV Liceum Ogólnokształcącym im. Henryka Sienkiewicza w Częstochowie.
W 1956 ukończył reżyserię na Państwowej Wyższej Szkole Filmowej, Telewizyjnej i Teatralnej im. Leona Schillera w Łodzi.
Był członkiem PZPR; wieloletni sekretarz POP PZPR przy PRF "Zespoły Filmowe", członek Komitetu Kinematografii (1987–1989).
Zmarł 14 listopada 2001 w Warszawie i został pochowany na Cmentarzu Komunalnym Północnym na Wólce Węglowej.

## Filmografia
- 1959: Miejsce na ziemi – Pluta, wychowanek zakładu poprawczego
- 1960: Do widzenia, do jutra – cwaniak sprzedający horoskopy
- 1961: Czas przeszły – gestapowiec-protokolant
- 1961: Zaduszki – partyzant AK
- 1963: Zacne grzechy (reż. i scen.)
- 1965: Niedziela sprawiedliwości – Kurek, zastępca prokuratora
- 1965: Walkower – porucznik MO
- 1966: Faraon (współpraca reż.)
- 1966: Niewiarygodne przygody Marka Piegusa (serial telewizyjny) (reż. i scen.)
- 1968: Planeta Ziemia
- 1968: Stawka większa niż życie (serial telewizyjny) – scharführer Glaubel (odc. 3. Ściśle tajne)
- 1969: Prawdziwie magiczny sklep
- 1970: Kolumbowie (serial telewizyjny) – tajniak Gestapo pilnujący Basi w kawiarni (odc. 2. Żegnaj Baśka)
- 1971: Jeszcze słychać śpiew. I rżenie koni...
- 1972: Tajemnica wielkiego Krzysztofa (reż. i scen.)
- 1973: Droga (serial telewizyjny) – Czarny (odc. 3. Ostatnich gryzą psy)
- 1974: Ziemia obiecana – August, służący fabrykanta Bucholtza
- 1974: Jej portret (reż. i scen.)
- 1974–1977: 40-latek (serial telewizyjny) – nauczyciel Marka Karwowskiego (odc. 13. Kozioł ofiarny czyli rotacja)
- 1974: Janosik – dozorca więzienia hrabiego
- 1974: S.O.S. (serial telewizyjny) – Wacław Hartman (odc. 5. VENUS 73 i odc. 6. Twarz mordercy)
- 1975: Hazardziści (reż. i scen.)
- 1976: Powrót – lekarz
- 1977: Nie zaznasz spokoju – lekarz (reż. i scen.)
- 1984: Czas dojrzewania (reż. i scen.)

## Odznaczenia i nagrody
- Krzyż Komandorski Orderu Odrodzenia Polski (1987)
- Wyróżnienie w grupie filmów z dziedziny malarstwa na I Międzynarodowym Festiwalu Filmów o Sztuce w Wenecji dla filmu Uwaga, malarstwo (1958)
- Nagroda główna oraz nagroda publiczności na 1. Festiwal Polskich Filmów Fabularnych w Gdańsku w kategorii filmów telewizyjnych za film Jej portret (1974)
- Złoty Turban – nagroda specjalna na I Międzynarodowym Festiwalu Filmowym w Stambule za film Hazardziści (1976)
- Specjalne wyróżnienie na Międzynarodowym Festiwalu Filmowym w San Sebastián za film Czas dojrzewania (1984)